# Joseph Brevard
Joseph Brevard (* 19. Juli 1766 in Iredell, Iredell County, Province of North Carolina; † 11. Oktober 1821 in Camden, South Carolina) war ein US-amerikanischer Politiker. Von 1819 bis 1821 vertrat er den Bundesstaat South Carolina im US-Repräsentantenhaus.

## Werdegang
Joseph Brevard nahm trotz seiner Jugend als Soldat der Kontinentalarmee an der Endphase des Unabhängigkeitskrieges teil. Im Jahr 1782 wurde er Leutnant in einer Einheit aus North Carolina. Nach dem Krieg zog er nach Camden in South Carolina. Dort war er zwischen 1789 und 1791 als Sheriff Leiter der Polizeibehörde. Nach einem anschließenden Jurastudium und seiner im Jahr 1792 erfolgten Zulassung als Rechtsanwalt begann er in Camden in seinem neuen Beruf zu arbeiten. Zwischen 1793 und 1815 war er unter anderem mit der Zusammenstellung der Gesetze des Staates South Carolina befasst. Zwischen 1796 und 1799 war er Abgeordneter im Repräsentantenhaus von South Carolina. Von 1801 bis 1815 diente er als Richter am Obersten Gerichtshof seines Staates. Von diesem Posten trat er im Dezember 1815 zurück. Danach arbeitete er wieder als privater Anwalt.
Brevard war Mitglied der Demokratisch-Republikanischen Partei. Bei den Kongresswahlen des Jahres 1818 wurde er im neunten Wahlbezirk von South Carolina in das US-Repräsentantenhaus in Washington, D.C. gewählt, wo er am 4. März 1819 die Nachfolge von Stephen Decatur Miller antrat. Da er im Jahr 1820 auf eine erneute Kandidatur verzichtete, konnte Brevard bis zum 3. März 1821 nur eine Legislaturperiode im Kongress absolvieren. Im Jahr 1821 bewarb er sich erfolglos bei einer Kongressnachwahl. Er starb im Oktober desselben Jahres und wurde in Camden beigesetzt.